# Assurage (musculation)
Pour l’article homonyme, voir Assurage.

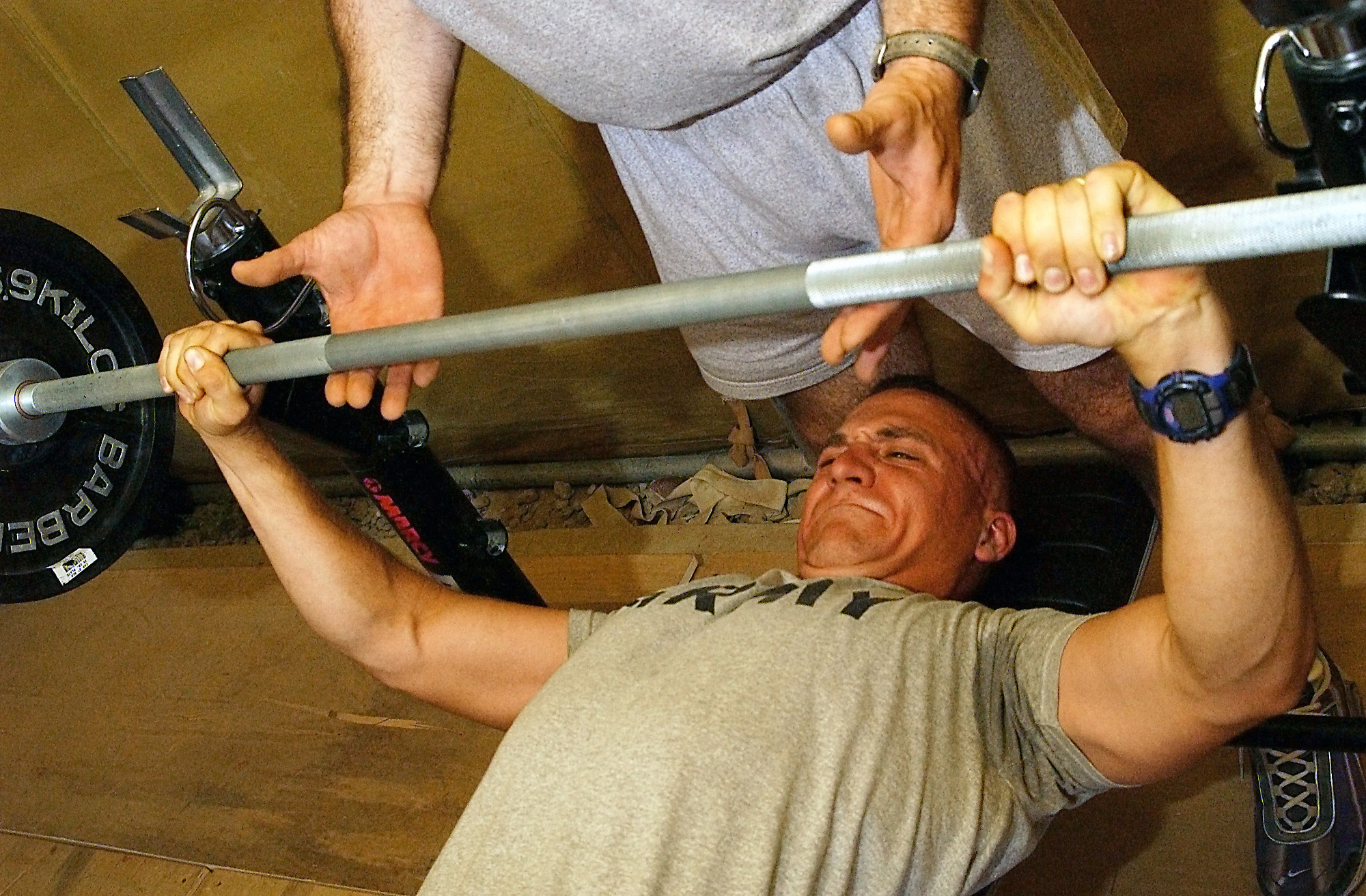
L'assurage du développé couché.

Un assureur joue un rôle de soutien pendant l'exécution de certains exercices de musculation, en particulier le développé couché. Il permet au pratiquant d'essayer des barres lourdes et d'aller éventuellement jusqu'à l'échec – c'est-à-dire le fait de ne pas pouvoir soulever complètement la barre jusqu'aux taquets – sans risquer de se blesser. L'assureur joue également un rôle d'encouragement.
L'anglicisme spotter est très utilisé pour désigner la personne qui assure l'autre pratiquant(e).